# きたぐに (列車)

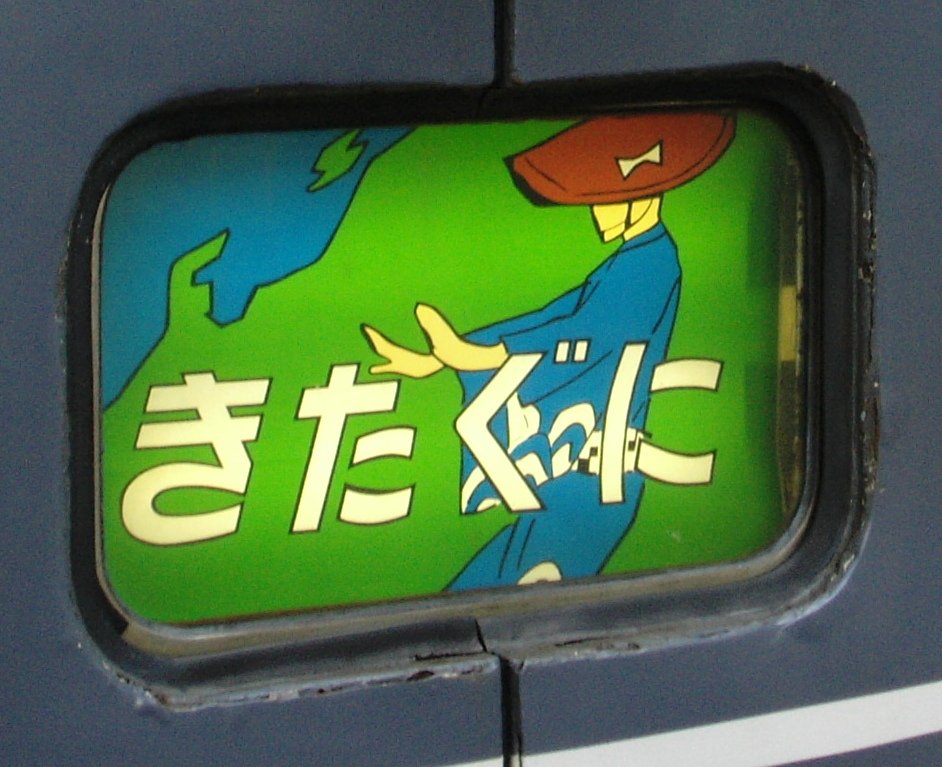
きたぐに号ヘッドマーク

きたぐには、大阪駅 - 新潟駅間を東海道本線・北陸本線・信越本線経由で運転していた夜行急行列車である。
本項では京阪神と信越地方を北陸本線経由で運転されていた夜行優等列車の沿革についても記す。

## 概要
当初は日本国有鉄道（国鉄）によって運転され、1987年4月1日の国鉄分割民営化以降は西日本旅客鉄道（JR西日本）と東日本旅客鉄道（JR東日本）の2社にまたがる運転となった。
1947年に大阪駅 - 青森駅間で運転を再開した急行507・508列車が「きたぐに」のルーツである。この列車は青森駅で青函連絡船に接続し、関西と北海道を結ぶルートとしての役割も担っていた。この急行は1950年11月8日に「日本海」の列車名が与えられたが、1968年10月1日から運転を開始した大阪駅 - 青森駅間の寝台特急（ブルートレイン）に「日本海」の名称が使用されるようになったため、大阪駅 - 青森駅間の急行列車は「日本海」から「きたぐに」に改称された。
1982年に上越新幹線が開業したことに伴い、既に関西方面からの直通利用客が減少して昼行列車としての側面が大きかった新潟駅以北を特急「いなほ」として分離し、大阪駅 - 新潟駅間の夜行急行列車となった。
利用者の減少を理由として、2012年3月17日のダイヤ改正で定期列車としての運転を終了した。同年4月以降は繁忙期に臨時列車として2012年-2013年の年末年始まで設定され、その後使用車両である583系電車の老朽化を理由に運行が廃止されることとなった。
愛称の「きたぐに」は北陸地方を指す北国（ほっこく）の訓読みとされている。583系のヘッドマークでは列車名と「佐渡おけさを踊る人と北陸地方の地図」が表示されている。

## 運行概況
定期列車時代は米原駅経由での運転であり、新潟行きの新津駅 - 新潟駅間は快速列車として運転された。大阪・京都方面と北陸本線を直通する優等列車の中では、ほかの列車が湖西線経由での運転である中、この列車は米原駅経由で運転される最後の列車となっていた。山科駅 - 近江塩津駅間が経路特定区間であるため、運賃・料金は湖西線経由で計算された（湖西線#乗車制度の特例を参照）。
冬季は日本海沿岸を走る一部区間において強風や雪害の被害に遭いやすく、運休や大幅な遅延が発生する場合があった。
車掌は、全区間をJR西日本の大阪車掌区が担当していた。
2012年3月のダイヤ改正による臨時化後は運転経路が従来の米原駅経由から湖西線経由に変更されるとともに、下り列車の新津駅 → 新潟駅間で実施していた快速列車化も廃止され、全区間が急行列車としての運転に変更された。列車ダイヤは大阪駅発着時刻は変わらないものの、下り列車の新潟駅到着時刻は大幅に繰り上がって6時54分着となった。
定期「きたぐに」廃止の影響として、大阪から北陸方面への最終列車が約2時間半繰り上がって「サンダーバード」45号になったことで、列車利用では大阪での夜遅くまでの滞在および北陸方面への深夜移動が不可能となった。この件についてJR西日本金沢支社は「申し訳ないが、利用客の低迷で採算が合わない」と理解を求めた。

### 停車駅
定期列車時代末期
大阪駅 - 新大阪駅 - 京都駅 - 大津駅 - 彦根駅 - 米原駅 - 長浜駅 - 敦賀駅 - 武生駅 - 福井駅 - 小松駅 - 金沢駅 - 高岡駅 - 富山駅 - （滑川駅） - 魚津駅 - （黒部駅） - （入善駅） - （泊駅） - 糸魚川駅 - 直江津駅 - 柿崎駅 - 柏崎駅 - 来迎寺駅 - 長岡駅 - 見附駅 - 東三条駅 - 加茂駅 - 新津駅 - （亀田駅） - 新潟駅
- （　）内の駅は新潟行きのみ停車。

臨時列車時代
大阪駅 - 新大阪駅 - 京都駅 - 敦賀駅 - 武生駅 - 福井駅 - 小松駅 - 金沢駅 - 高岡駅 - 富山駅 - （滑川駅） - 魚津駅 - （黒部駅） - （入善駅） - （泊駅） - 糸魚川駅 - 直江津駅 - 柿崎駅 - 柏崎駅 - 来迎寺駅 - 長岡駅 - 見附駅 - 東三条駅 - 加茂駅 - 新津駅 - 新潟駅
- （ ）内の駅は新潟行きのみ停車。

### 使用車両・編成
京都総合運転所（現・吹田総合車両所京都支所）に所属する583系電車が使用され、1994年12月3日に「はくつる」の定期列車が24系客車に変更後は、583系電車による唯一の定期運用充当列車となった。列車は普通車自由席・グリーン車指定席・A寝台・B寝台の10両編成で運転されたが、多客期にはB寝台が2両増結されて12両編成で運転された。A寝台は開放式2段、B寝台は開放式3段である。
運行開始時は旧型客車を中心に編成を組成されたが、1973年10月1日からは大阪駅 - 青森駅間の普通座席車に12系客車が充当された。しかし12系客車にはグリーン車がないことから、一般形客車であるスロフ62形が主に連結された。新潟駅で増解結が行われていた寝台車は10系寝台車が充当された、
1978年にグリーン車の連結を終了し、1982年に14系客車化して座席車と寝台車の混結を実施。1985年3月14日から583系電車に変更された。かつてはサロンとテーブルが設置されているグリーン車（サロ581形100番台）が組み込まれ運用されていたが、2010年までに廃車され現存しない。
2012年の臨時化後はグリーン車指定席1両とB寝台車6両のみとなり、A寝台と自由席の設定は無くなった。これにより、かつての583系電車を使用する寝台特急と同様、1両のグリーン車を除き全車寝台という編成になったが、「寝台急行」としては扱われておらず、時刻表に「寝台急行」のマークも表記されていなかった。

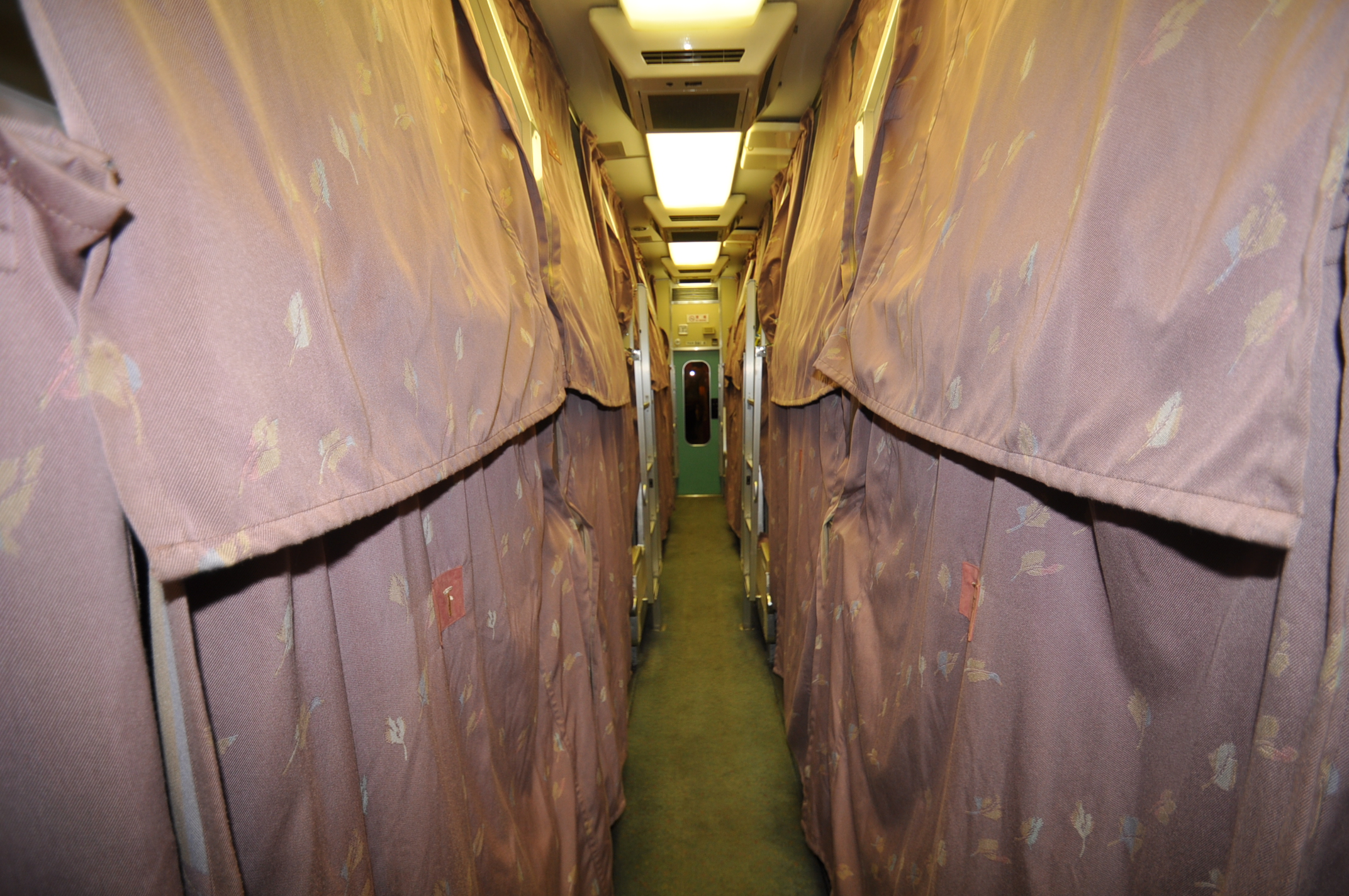
A寝台車
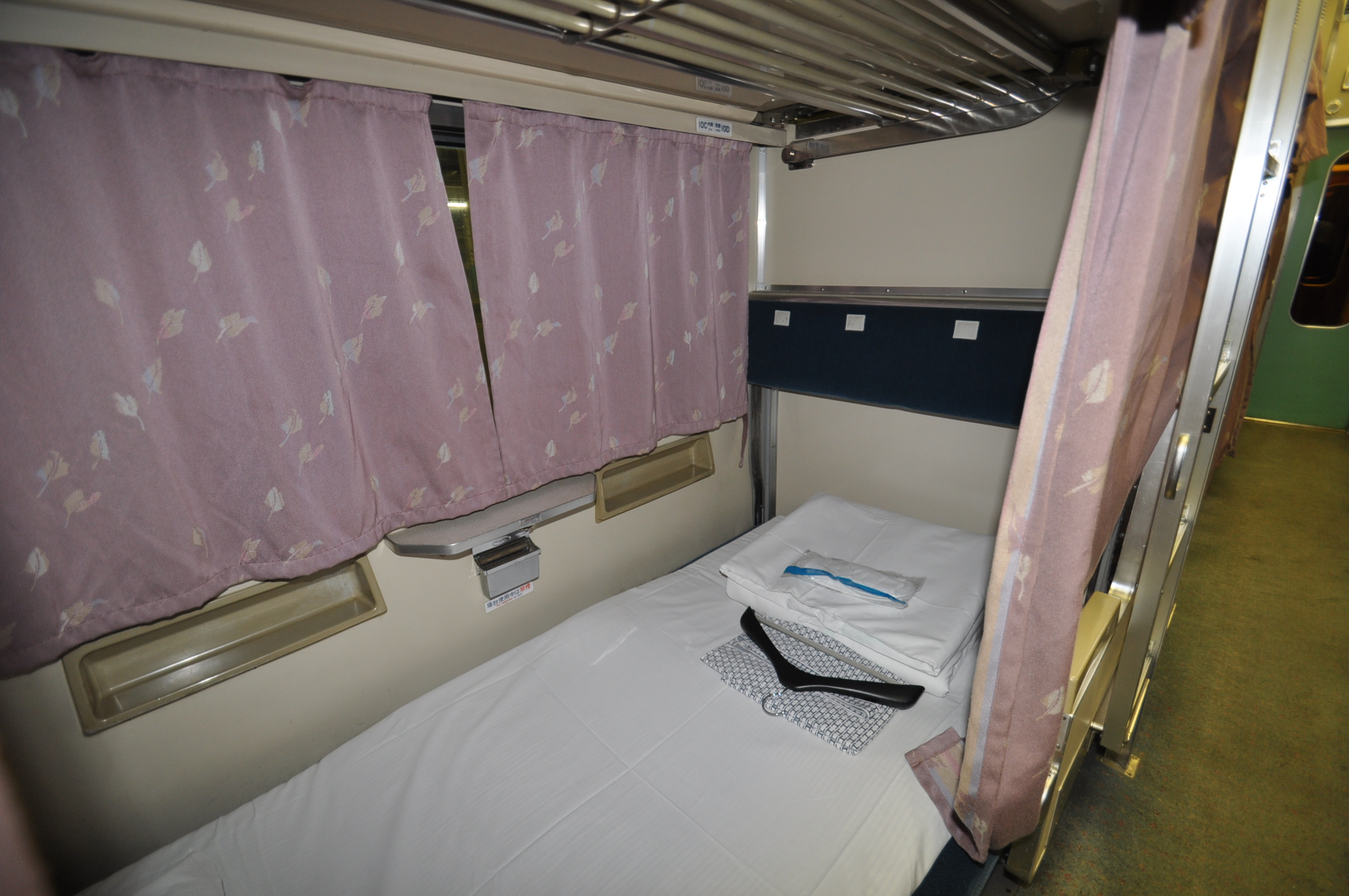
A寝台下段
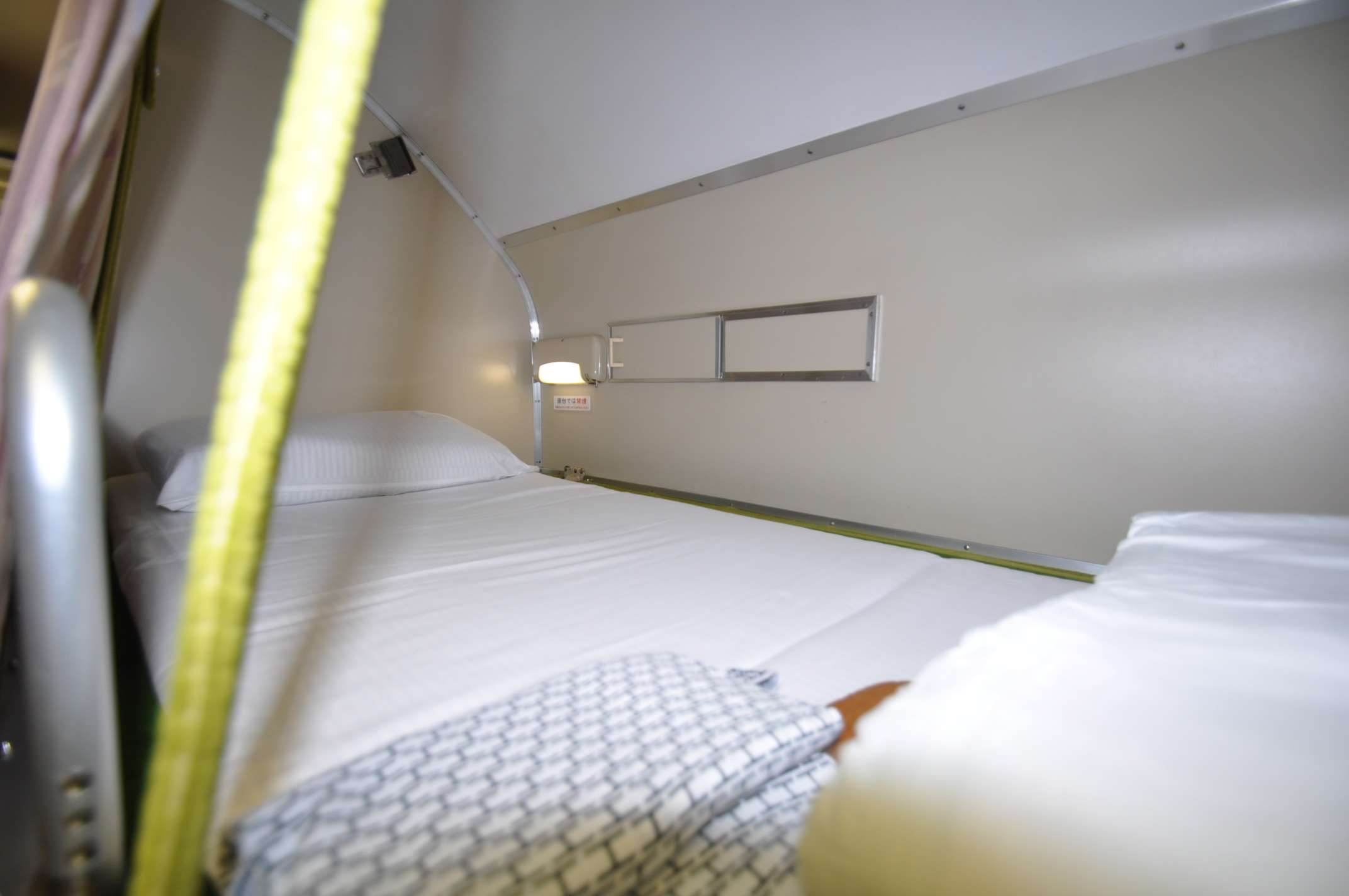
A寝台上段
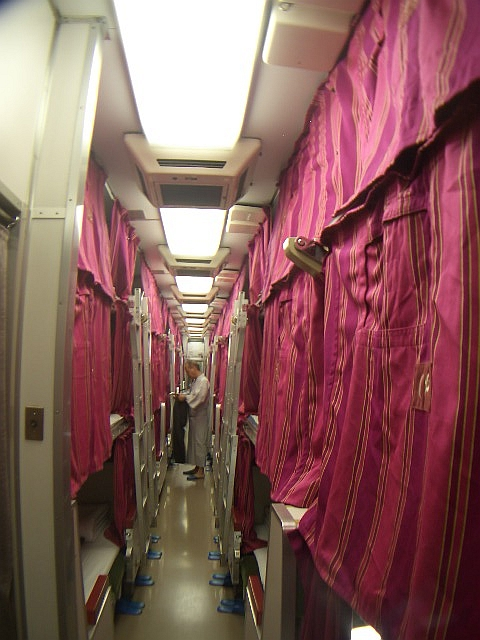
B寝台車
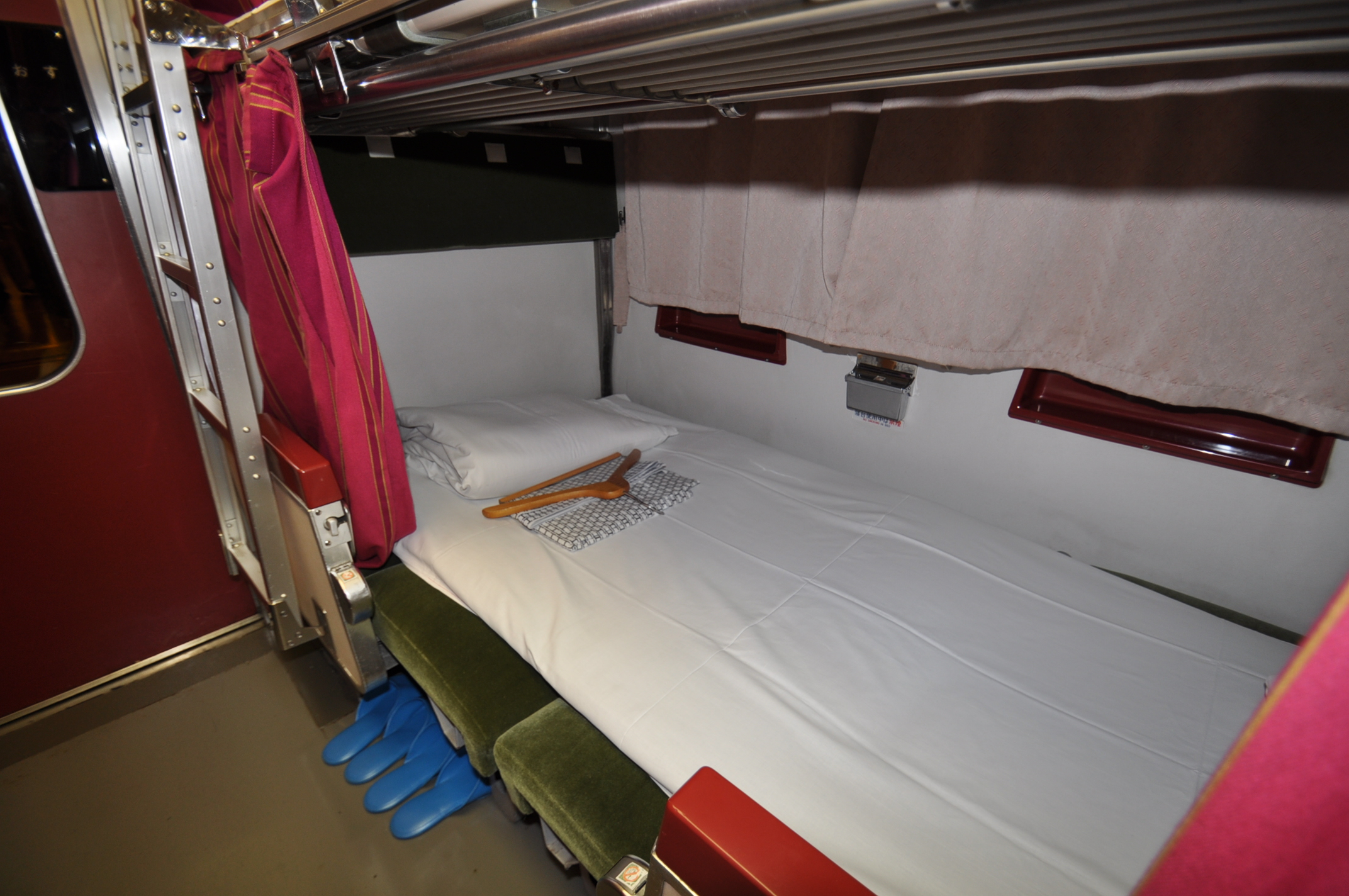
B寝台下段
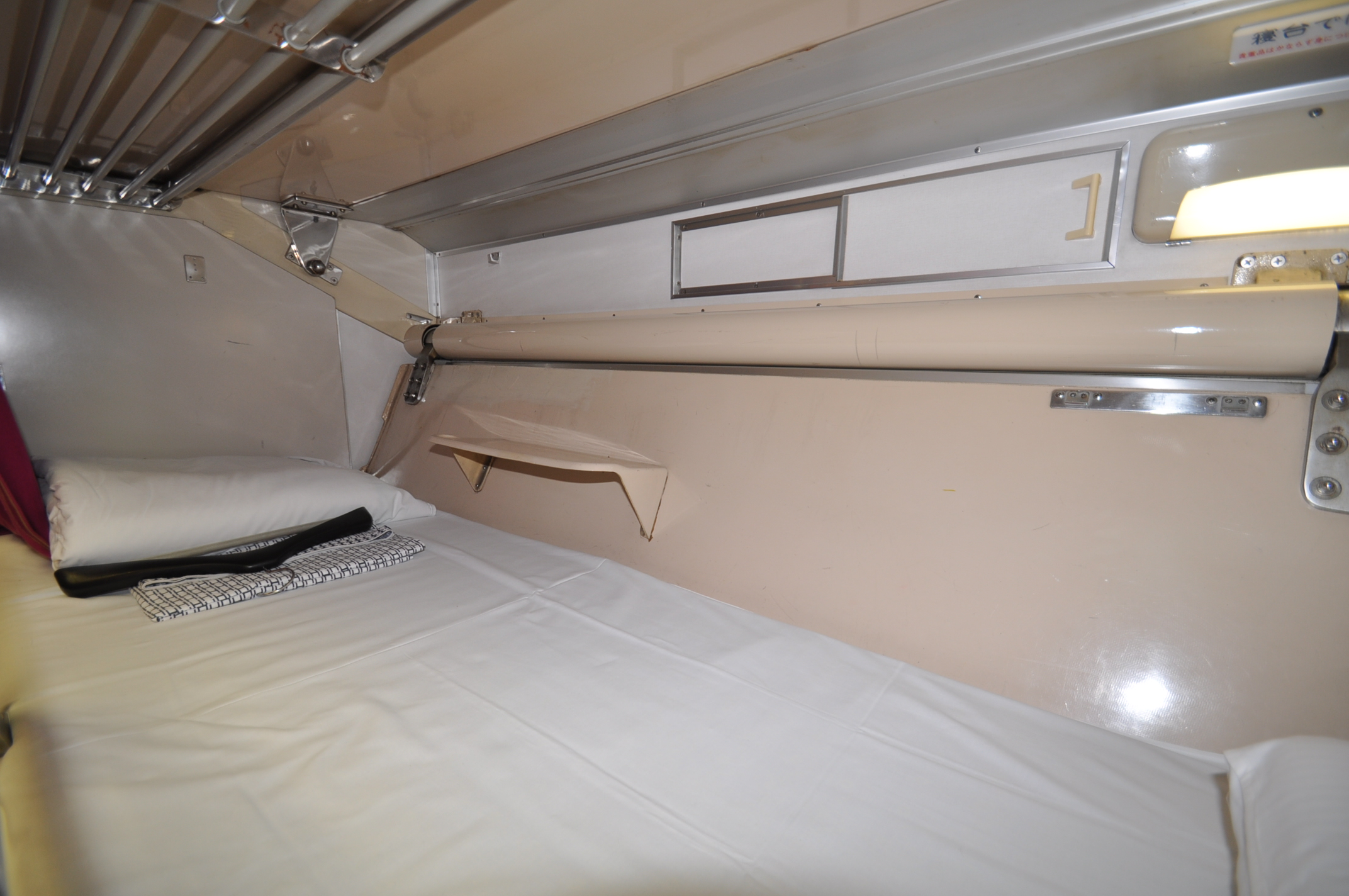
B寝台中段
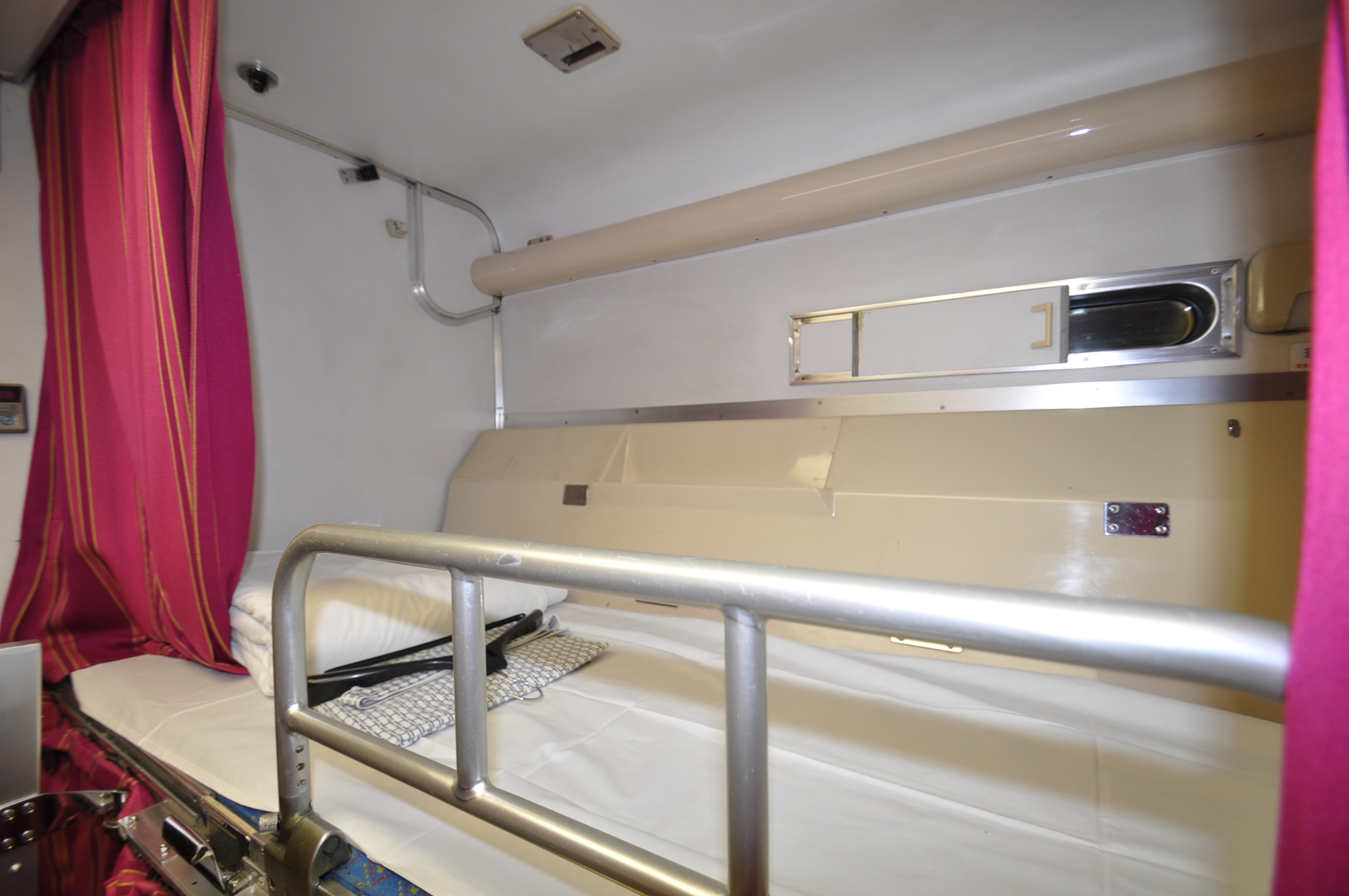
B寝台中段（パンタグラフの下）
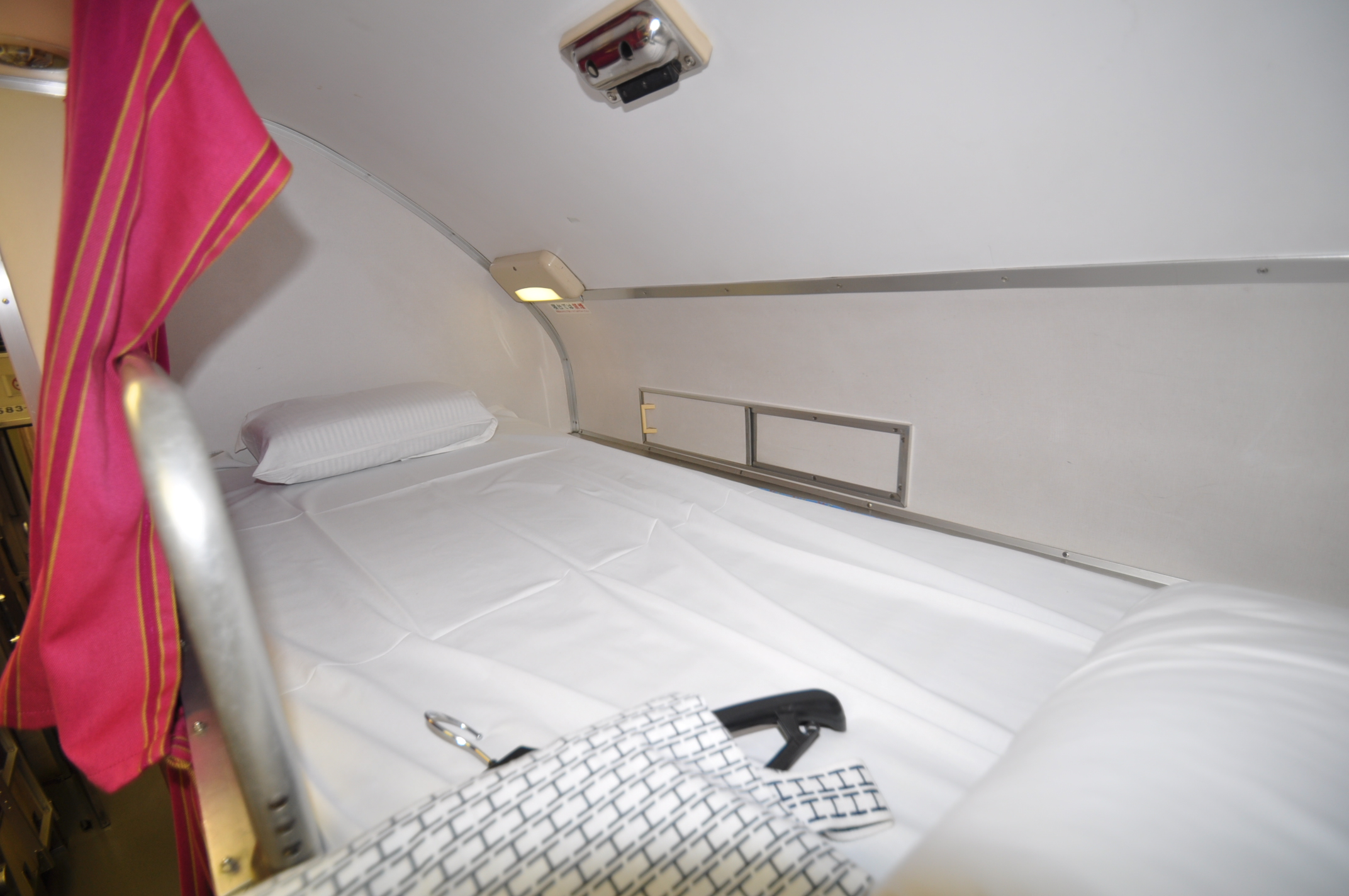
B寝台上段
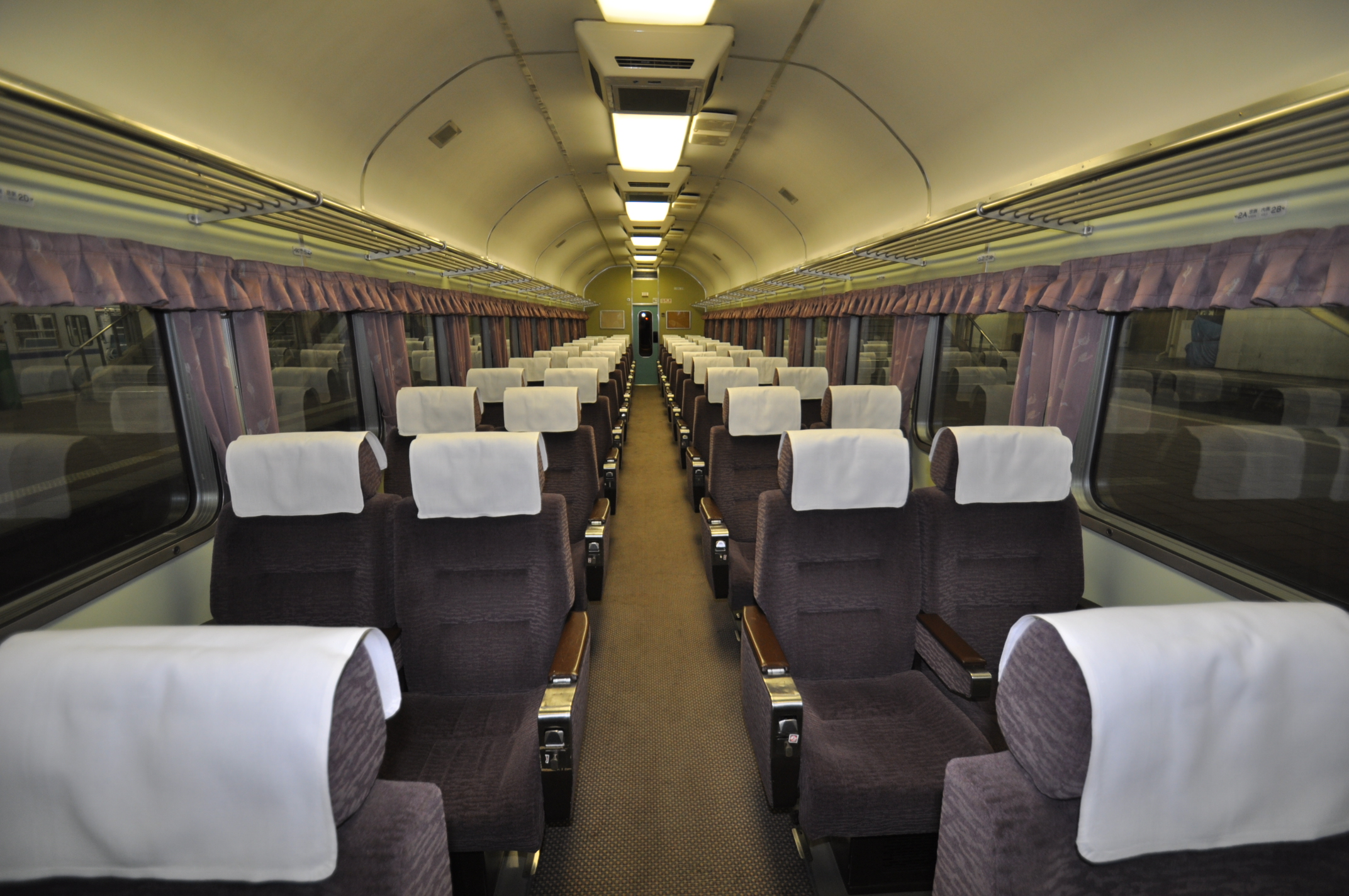
グリーン車指定席
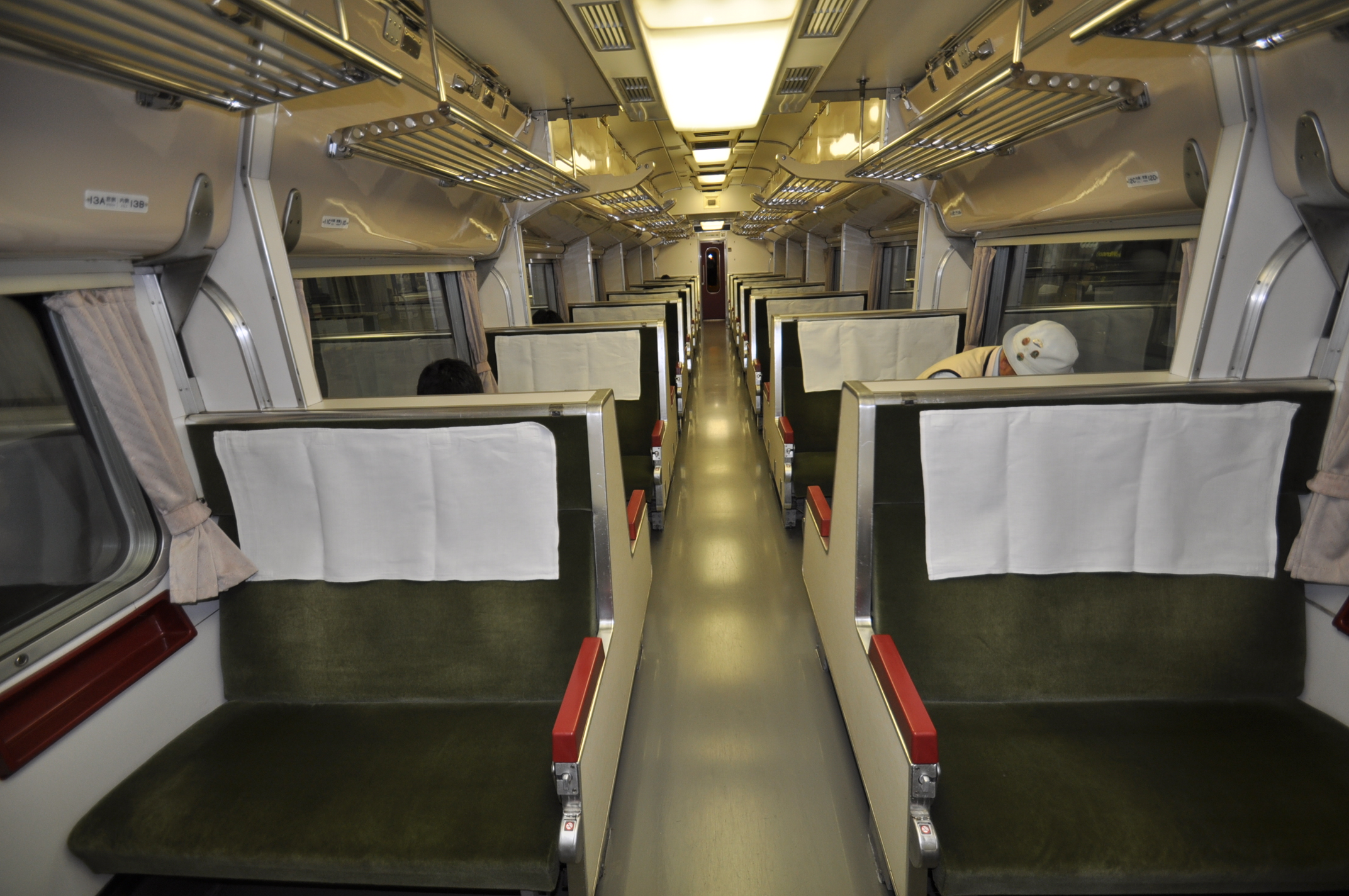
普通車自由席

## 利用状況
定期列車時代は、乗車券のほかには割安な急行券のみで長距離を利用できるため、時には自由席が非常に混みあって繁忙期には全区間着席できない場合や、寝台券・グリーン券の売り切れも生じた。
グリーン車や寝台車は高速バスにはない快適性を求める長距離客の利用が中心である一方、自由席においては大阪発新潟行では彦根駅・米原駅・長浜駅・福井県方面への最終列車として、通勤需要にも利用されていた。新潟県内では、直江津駅で北越急行ほくほく線の始発列車となる快速越後湯沢行に接続し、長岡駅では上越新幹線に接続し、北陸方面から上越新幹線上り東京行き列車に連絡するため、新潟県内での上越新幹線への乗り換えには信越本線経由とほくほく線経由の2通りのルートが利用可能であった。
富山駅では、富山地方鉄道の立山方面の始発列車に乗り継いで立山黒部アルペンルートに向かう利用客や、夏場には富山駅から西銀座ダイヤモンドコースの起点になる折立登山口への直行バスに乗車するために利用する登山客なども多くみられた。冬場には、少数であるが南小谷・白馬方面や、妙高高原方面へのスキー客にも利用されていた。
新潟県内では朝ラッシュ時間帯に新潟駅に到着するため、長岡駅から通勤需要が活性化しビジネス客などで増え始め、快速列車となる新津駅からは通勤・通学客の利用が多かった。また用務客にとっても便利な上に、自動車利用では新潟市街地の渋滞遅延が発生しやすい時間帯に新潟駅に到着するために直江津駅や柏崎駅からの乗車客も多かった。快速区間の新津駅と亀田駅から乗車できるのは普通車自由席の4両のみで、グリーン車・寝台車には乗車不可であった。
新潟発大阪行は長岡駅で東京発新潟行の最終「Maxとき」353号から接続し、北陸方面への最終列車となっていた。また上越新幹線の利用客だけでなく新潟市から長岡市・柏崎市などへ帰宅する用務客の利用も多かった。さらに新潟方面以外でも、京都駅・大阪駅へ早朝に到着できるため、北陸地方からの関西国際空港利用客にも早出の便として利用されていた。京都駅では同一ホームにて草津発関西空港行特急「はるか」と接続した。
しかし、21世紀にはいると運輸行政の規制緩和による格安ツアーバスの台頭（後に法改正で高速路線バスと統合してツアーバス自体は消滅）、さらには格安ビジネスホテルの出現によるビジネス客の減少や周遊券の廃止によって夜行列車としての利用者（特に寝台車の利用者）は減少傾向にあった。
実際にJR西日本によると乗客数はJR発足時の1987年と比較して2010年代では約半分に減少しており、2010年度の平均乗車人数（1本当たり）は約120人であった。定期列車廃止間近の乗車率は約3割であった。
晩年の乗客は大阪 - 敦賀間と直江津 - 新潟間に集中するなどライナー列車代用として利用されるようになり、夜行列車としては寝台車も含めてさほど利用されなくなったものと推測される。

## 臨時列車
国鉄時代では、1971年10月1日から1972年夏まで、大阪駅 - 富山駅 - 直江津駅 - 長野駅 - 松本駅 - 名古屋駅 - 大阪駅間で「アルペン」が運転されていた。「アルペン」は、直江津駅を境に夜行列車として運行され、北陸本線を先に経由する列車を1号とし、中央本線を先に経由する列車を2号として1往復が運転されていた。
国鉄分割民営化後は、JR西日本が冬季において京阪神地区から信州方面へのスキー客の獲得を目指すために、1987年度から「シュプール号」の運転が行われ、翌年度以降も実施された。夏季は「シュプール号」の運転に対して、立山黒部アルペンルートや長野県方面への登山やトレッキングのアクセスとして、1988年の夏から「リゾート'88白馬」「リゾート'88信越」などの夜行列車が、1997年度冬期には長野オリンピックが開催されたことから、「白馬・栂池」が姫路駅 - 白馬駅間（北陸本線経由）でキハ181系7両編成で1往復運転されていた。
2001年の夏には大阪駅 - 信濃大町駅間で、往路は夜行の「リゾート白馬アルプス」として、復路は昼行の「リゾート白馬アルプス」として1往復が、2002年の夏には夜行列車として「信州トレッキング号」などが大阪駅 - 妙高高原駅間で運転されていた。

## 大阪対信越間優等列車概略

### つるぎ

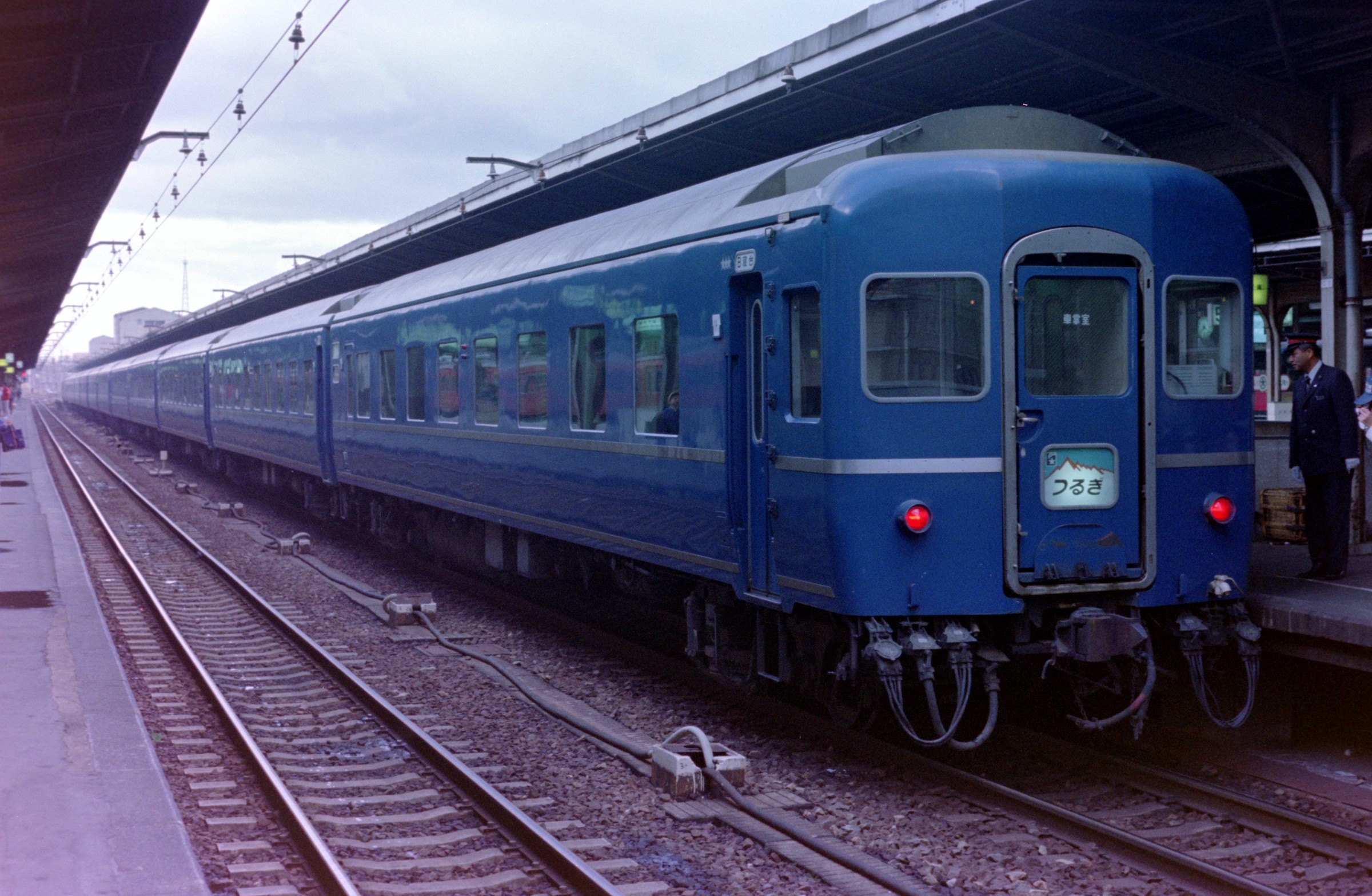
24系25形寝台特急「つるぎ」(大阪駅 1980年)

特急「つるぎ」は、1961年10月に大阪駅 - 富山駅間を結ぶ準急列車（高岡駅 - 富山駅間は普通列車）として運転を開始。同月に大阪駅 - 青森駅間の特急「白鳥」が新設され、急行「日本海」の運転時間が変更されたことにより、大阪駅 - 富山駅間の代替列車として登場した。列車名は、北陸本線の沿線にある立山連峰の剱岳より採られている。
1963年4月に大阪駅 - 金沢駅間は急行列車化（金沢駅 - 富山駅間は普通列車）されたが、1965年10月には全区間が急行化された。1972年10月からは特急列車化され、運行区間も新潟駅まで延長されるものの、1994年12月に臨時列車化されて、1996年に廃止された。
「つるぎ」設定前より同区間をほぼ同時間帯で運行していた急行「きたぐに」とは異なり、富山県・石川県・福井県内の駅には停車しなかった。

#### 停車駅
大阪駅 - 新大阪駅 - 京都駅 - 糸魚川駅 - 直江津駅 - 柏崎駅 - 長岡駅 - 見附駅 - 東三条駅 - 加茂駅 - 新津駅 - 新潟駅
- ただし、上記の駅以外で客扱いをしない運転停車をする駅があった。

#### 使用車両・編成
廃止時点では、牽引機関車は、EF81形電気機関車により全区間で牽引を行っていた。客車は西日本旅客鉄道（JR西日本）宮原客車区（現在の網干総合車両所宮原支所）に所属する24系客車が使用されて、B寝台のみの編成だった。
特急化当初は、東海道・山陽本線で14系客車への置き換えにより余剰となった20系客車を青森運転所に転属して増配置とした上で「日本海」と共通の編成で運行され、食堂車（ナシ20形）を連結していた（営業休止）。この当時は、EF58形電気機関車（ごくまれにEF65形電気機関車500番台F形も使用）・DE10形ディーゼル機関車（またはDD50形ディーゼル機関車）・EF70形電気機関車・EF81形電気機関車が牽引していた。
1975年3月ダイヤ改正で米原駅経由から湖西線経由に変更されると同時に、20系のまま青森運転所から宮原客車区に移管され、食堂車はB寝台車（ナハネ20形またはナハネフ23形）に変更された。また機関車も全区間EF81形の牽引となった。
その後、1976年2月に24系25形車両へ変更された。
1982年11月ダイヤ改正で「日本海」が2往復とも宮原客車区での受け持ちとなった関係上、九州方面の寝台特急の受持ちが削減されたことに伴い、車両に余裕のできた向日町運転所（現在の吹田総合車両所京都支所）に移管されたが、車両を九州特急と共通で使用する関係上、編成の向きを揃える必要が生じたため、向日町に戻す際には大阪駅 - 塚本駅 - 北方貨物線 - 宮原客車区 - 北方貨物線 - 塚本駅 - 大阪駅 - 東海道本線 - 向日町運転所の回送列車（主に宮原機関区のEF58形が牽引）を運転するという非効率な運用を組まざるを得ず、1984年2月改正で「日本海」1往復を再度青森運転所に移管させると同時に、再度宮原客車区に移管された。

#### 担当乗務員区所
- 運転士は、各旅客鉄道会社の自社線内を担当していた。
- 全区間を、西日本旅客鉄道（JR西日本）の大阪車掌区が担当していた。

### おもいでのつるぎ号
2009年10月から12月に新潟県および山形県庄内エリアで行われた「新潟デスティネーションキャンペーン」に伴い、2009年11月27日・28日に、リバイバルトレインとして「おもいでのつるぎ号」が大阪駅 - 新潟駅間で運転された。車両は晩年と同じ24系25形客車（B寝台のみ）とEF81形を用いて運転を行い、途中の停車駅は京都駅・直江津駅・長岡駅の3駅のみであった。

### 金星
1965年10月のダイヤ改正により、大阪駅 - 富山駅間の夜行急行列車は2往復運転されることになり、このうち客車で運転されていた列車は、東海道本線の夜行列車の削減により名称が使用されていなかった「金星」で運転が行われた。
1968年10月に「つるぎ」に改称されて廃止された。

## 大阪対信越間優等列車沿革

### 創始
- 1947年（昭和22年）7月5日：大阪駅 - 青森駅間で急行507・508列車が運転開始。
- 1950年（昭和25年）11月8日：急行507列車・508列車が501・502列車に変更され、「日本海」と命名される。この列車が夜行列車としての「きたぐに」のルーツとされている。
- 1961年（昭和36年）10月1日：サンロクトオのダイヤ改正により、大阪駅 - 富山駅間で準急「つるぎ」が運転開始（高岡駅 - 富山駅間は普通列車）。
- 1963年（昭和38年）4月20日：「つるぎ」が急行列車になる（金沢駅 - 富山駅間は普通列車）。寝台列車化される。
- 1965年（昭和40年）10月1日：ダイヤ改正に伴い、以下のように変更。
  1. 大阪駅 - 富山駅間の「つるぎ」が、「金星」（きんせい）に改称。
  2. 大阪駅 - 富山駅間の「加賀」の夜行列車が「つるぎ」に改称され、電車化。

### 「きたぐに」の夜行列車化

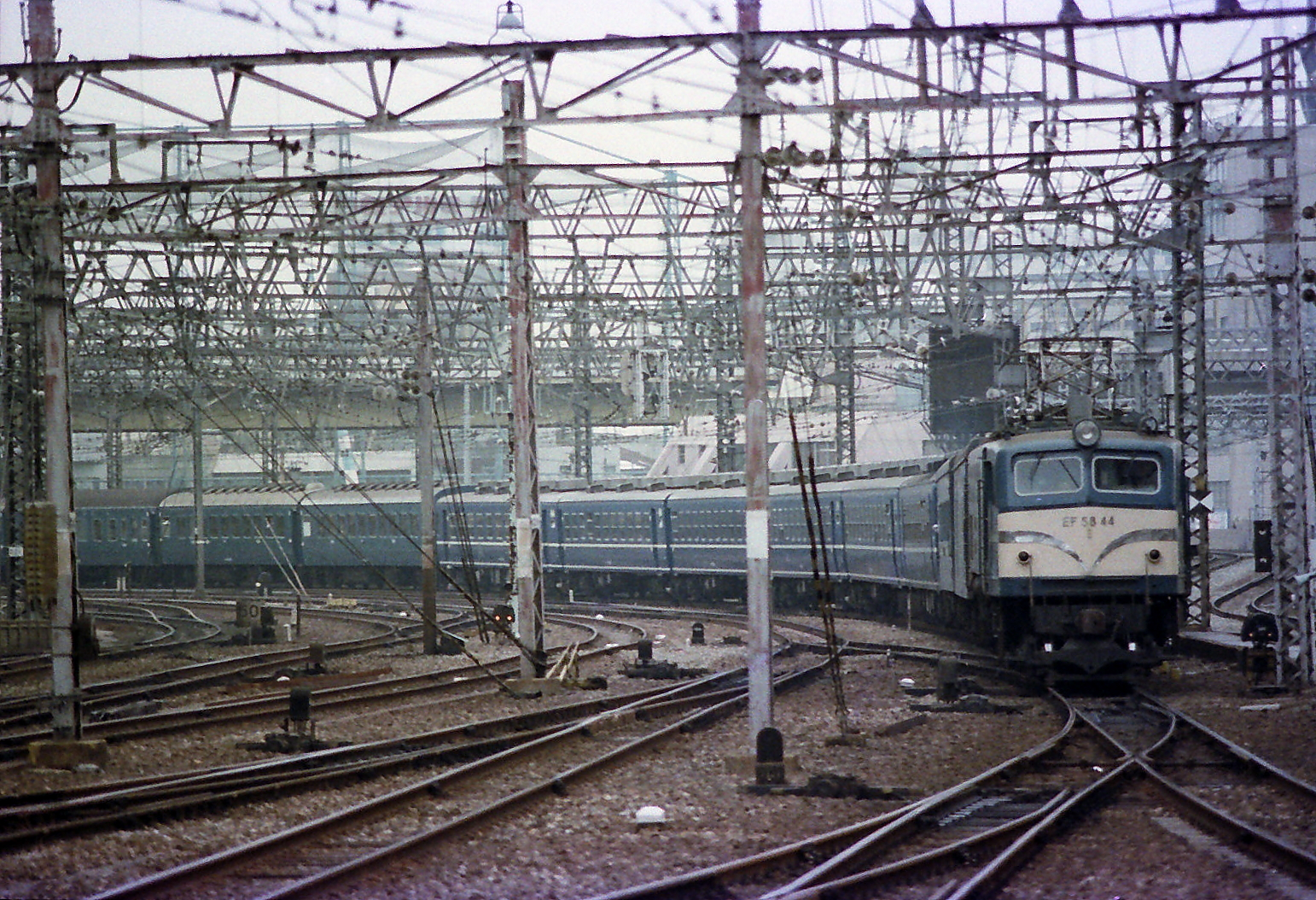
10系寝台車+12系座席車+グリーン車の急行「きたぐに」（1978年 新大阪 - 大阪間）

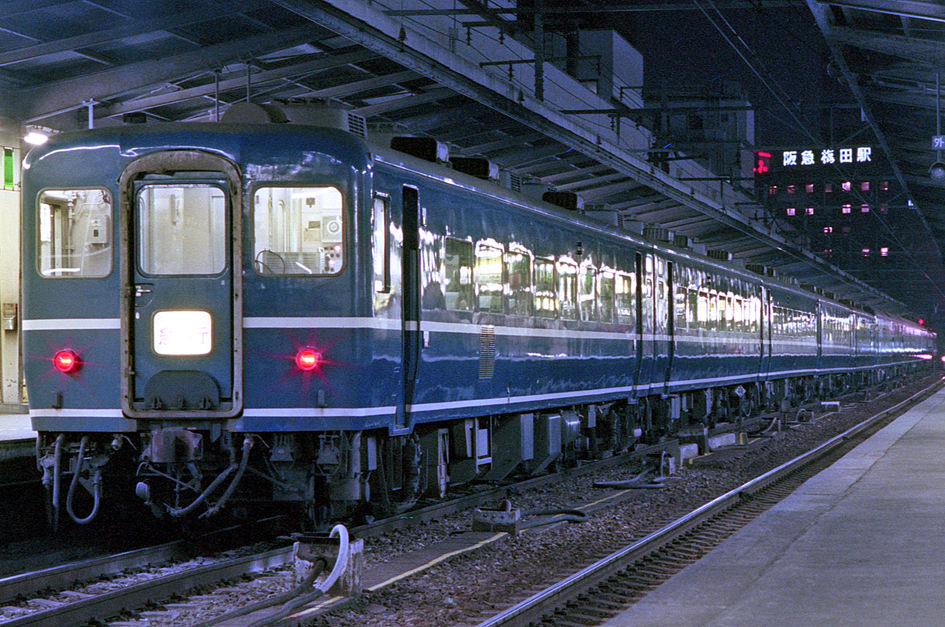
14系寝台車+14系座席車の急行「きたぐに」（1985年 大阪駅）

- 1968年（昭和43年）10月1日：ヨンサントオのダイヤ改正に伴い、以下のように変更。
  1. 大阪駅 - 青森駅間で寝台特急「日本海」が運転開始。
  2. 大阪駅 - 青森駅間の急行「日本海」が「きたぐに」に変更。
  3. 大阪駅 - 富山駅間の「金星」が「つるぎ」に改称され、客車化。
  4. 大阪駅 - 富山駅間の「つるぎ」が「立山」（たてやま）に改称。
- 1971年（昭和46年）10月1日：大阪駅 - 富山駅 - 直江津駅 - 長野駅 - 松本駅 - 名古屋駅 - 大阪駅間で臨時急行「アルペン」が運転開始。1972年夏まで運転。
- 1972年（昭和47年）
  - 3月15日：「つるぎ」の運転区間が大阪駅 - 新潟駅間に延長。
  - 10月2日：「つるぎ」が特急列車に変更。
  - 11月6日：青森行きの「きたぐに」で、北陸トンネル内で食堂車を火元とする列車火災事故が発生（北陸トンネル火災事故）し、30名が死亡[注 1]。
- 1973年（昭和48年）10月1日：「きたぐに」の大阪駅 - 青森駅間の普通座席車が12系客車化される。
- 1975年（昭和50年）
  - 3月10日：「つるぎ」が米原駅経由から湖西線経由に変更される。
  - 7月：大阪駅 - 富山駅間で「アルペン」が運転開始。なお、このときは大阪発は夜行列車として運転された。
- 1976年（昭和51年）2月：「つるぎ」に24系25形客車が充当される。
- 1978年（昭和53年）10月2日：「きたぐに」の一般形客車のグリーン車の連結が終了。なお、客車時代のグリーン車連結末期の編成図はこちらを参照されたい。
- 1982年（昭和57年）11月15日：上越新幹線開通に伴うダイヤ改正により、「きたぐに」次のように変更（1982年11月15日国鉄ダイヤ改正）。
  1. 新潟駅 - 青森駅間がエル特急「いなほ」に系統分割され、運転区間が大阪駅 - 新潟駅間に変更。
  2. 使用車両を14系客車化。同系車両の座席車と寝台車の混結が実施される。それに伴い全車自動扉化されたため、機関車交換のために停車していた田村駅での客扱いを中止。
  3. 寝台特急「つるぎ」の停車駅に、見附駅が追加。
- 1983年（昭和58年）：名古屋駅 - 新潟駅間に臨時急行「にいがた」が運転開始。
- 1984年（昭和59年）：臨時急行「にいがた」が廃止。

### 「きたぐに」583系化以降
- 1985年（昭和60年）

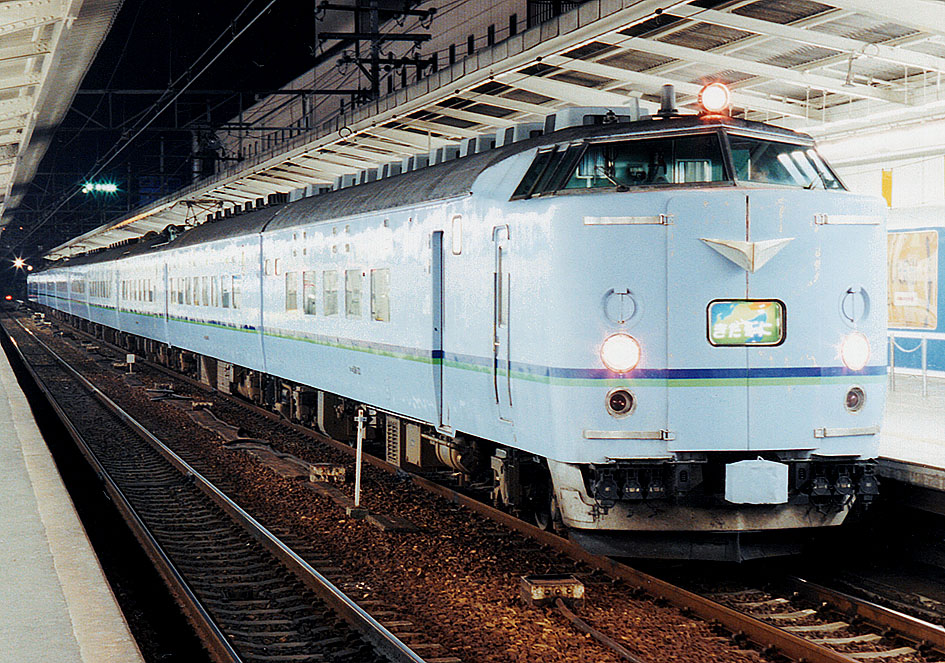
急行「きたぐに」（1994年 大阪駅）

  - 3月14日：「きたぐに」に583系（12両編成）が投入されて電車化。電車化以後しばらくは、下りは米原駅を通過（運転停車）していた。下り「きたぐに」号の富山駅以降は、都市間輸送も兼ね始めた。
  - 7月：大阪駅 - 富山駅間で臨時列車として急行「アルペン」が運転開始。
- 1986年（昭和61年）11月1日：「きたぐに」が10両編成になる。
- 1988年（昭和63年）3月13日：「きたぐに」の新津駅 → 新潟駅間が快速列車として運転されるようになる。
- 1992年（平成4年）5月：「アルペン」が廃止。
- 1994年（平成6年）12月3日：「つるぎ」が廃止され、臨時列車に変更。
  - なお、この時期同一区間を走っていた寝台特急「つるぎ」と急行「きたぐに」は、比較的似通った時間帯で運転されていた。特急列車であった「つるぎ」が新潟県内と京阪神を結ぶ意味合いもあって、深夜帯に通過する富山県・石川県・福井県の駅には停車しなかったのに対して、「きたぐに」は沿線の主要駅にこまめに停車していた。
- 1996年（平成8年）12月：臨時列車としての「つるぎ」が廃止。「きたぐに」が、京阪神と北陸・新潟県を結ぶ唯一の夜行列車となる。
- 2000年（平成12年）：「きたぐに」の編成が一時的に、サロネ581形から485系の電動車ユニットに変更。なお、この際には同車両搭載のパンタグラフも使用された[注 2]。
- 2004年（平成16年）10月23日 - 11月28日：新潟県中越地震の影響により運休。
- 2007年（平成19年）
  - 3月18日：ダイヤ改正に伴い、「きたぐに」3号車自由席が禁煙席に変更[13]。
  - 7月16日 - 9月12日：新潟県中越沖地震の影響により運休。
- 2009年（平成21年）6月1日：座席車が全面禁煙化。
- 2012年（平成24年）
  - 3月17日：ダイヤ改正により定期列車としての運転が終了。これにより、直江津駅 → 新潟駅間は快速「おはよう信越」に代替された[14]。
  - 4月26日：臨時列車として運転を開始[3][4]。ゴールデンウィークに合わせて運行され、この期間の予約状況は5月2日を除き余裕があるとJR東日本新潟支社から発表された[15]。
- 2013年（平成25年）
  - 1月7日：この日の大阪行列車で列車の設定終了。なお、新潟行は前日の1月6日が最後の設定となる。
  - 1月31日：「きたぐに」廃止を発表[5]。

## 登場した映像作品
- センチメンタルジャーニー - 第3話 「七瀬優 - 星降る夜の天使 -」 にて、主人公の七瀬優とメインゲストキャラである芹沢琴音が乗り合わせていた列車という設定で登場[注 3]。
- 水曜どうでしょう -「サイコロの旅1 第1夜」にて、新大阪駅→新潟駅まで乗車。その際に寝台券が人数分確保できなかったために、「何らかの方法」で自由席券を持つこととなった大泉洋が困惑しながら乗車する場面がある。
- 電車でGO! - 「プロフェッショナル仕様」に京都駅→大阪駅、「FINAL」および「ポケット 東海道線編」に大阪駅 - 京都駅が収録されている。